# جون سوين (صحفي)
جون سوين (بالإنجليزية: Jon Swain)‏ هو صحفي بريطاني، ولد في 1948 في لندن في المملكة المتحدة.

## وصلات خارجية
- الموقع الرسمي